# Centrum pro politický výzkum
Centrum pro politický výzkum je zpravodajské oddělení izraelského Ministerstva zahraničních věcí.
Hlavním úkolem Centra je získávat a analyzovat informace o zemích Blízkého východu. Zaměřuje se zejména na informace o politických stranách a organizacích, politickém klima v jednotlivých zemích, na politické postoje představitelů a jejich vzájemné spory. Získané informace analyzuje a vyhodnocuje a vypracovává z nich zprávy.  Tyto zprávy využívá ministr zahraničí, ostatní ministři izraelské vlády, ale i izraelská zastoupení v cizině. Své poznatky a analýzy středněvýchodních problémů podstupuje Středisko i spojeneckým zpravodajským službám.
Pro získávání informací se využívají jak otevřené zdroje (tisk, rozhlas, televize…) tak i informace zpravodajské. Středisko má deset oddělení.